# Cus D'Amato
Constantine "Cus" D'Amato (17 de enero de 1908 - 4 de noviembre de 1985) fue un mánager y entrenador de boxeo estadounidense, conocido por impulsar las carreras de famosos boxeadores de la talla de Floyd Patterson, José Torres, Vinnie Ferguson y Mike Tyson. Así mismo, fue quien formó a algunos famosos entrenadores como Teddy Atlas, Kevin Rooney y Joe Fariello. Desarrolló una técnica de lucha llamada peek-a-boo en la cual el púgil mantiene una guardia alta, situando los puños enfrente del rostro y los brazos pegados al cuerpo.

## Historia
D'Amato nació en el Bronx, Nueva York, el 17 de enero de 1908, en una familia de origen italiano. Cuando tenía veintidós años abrió el Empire Sporting Club junto a Jack Barrow. D'Amato vivió durante años en el gimnasio, esperando poder formar a algún campeón que le condujera al éxito. Varias veces estuvo a punto de conseguirlo, pero en todas ellas acabó perdiendo a su boxeador, quien se iba con mánagers más afamados o con mejores contactos en el mundo del boxeo. Un ejemplo de esto fue el caso de Rocky Graziano, que acabó siendo campeón mundial tras abandonar a D'Amato.
Bajo la disciplina de D'Amato, Floyd Patterson se proclamó campeón olímpico en los Juegos que se disputaron en Helsinki en 1952. Tras esto, D'Amato llevó a Patterson del campo amateur al profesional, y se convirtió en campeón del mundo de los pesos pesados al derrotar a Archie Moore en una pelea por el título que Rocky Marciano había dejado vacante. 
Ya siendo campeón, D'Amato fue seleccionando las defensas del título por parte de Patterson de tal forma que pudieran ganar el máximo dinero con el mínimo riesgo. Así, se enfrentó sucesivamente a Roy Harris, Brian London, Tom McNeeley y al campeón olímpico Pete Rademacher. De esta forma, obvió medirse ante legítimos aspirantes al título, potencialmente mucho más peligrosos, como Eddie Machen, Zora Folley y Cleveland Williams. 
D'Amato también trató de evitar que Patterson se enfrentara a Sonny Liston, alegando que Liston tenía conexiones con el mundo del hampa. No obstante, Patterson contradijo a su mánager y aceptó el combate. Esto supuso el comienzo del distanciamiento entre el entrenador y el púgil. Patterson y Liston se midieron en dos ocasiones, siendo la primera en Chicago en septiembre de 1962, y la segunda en Las Vegas en julio de 1963. En ambas ocasiones Liston noqueó a Patterson en el primer asalto; y, después de la segunda derrota, Patterson y D'Amato pusieron fin a su relación profesional. Tras Patterson, D'Amato dirigió a José Torres hasta el título de campeón mundial del peso semipesado.
Tras la decisión de Torres de retirarse, la carrera de D'Amato sufrió un declive y decidió mudarse a Catskill, Nueva York, donde abrió un gimnasio de boxeo. Allí fue donde conoció y comenzó a entrenar al futuro campeón mundial Mike Tyson, quien estaba en ese momento en un reformatorio cercano. D'Amato no solo entrenó a Tyson, enseñándole a usar su estilo pugílistico consistente en una guardia alta de puños cerrados, sino que, además, lo adoptó tras la muerte de la madre de Tyson. A D'Amato le ayudaron en la formación de Tyson Teddy Atlas, quien más tarde se convertiría él mismo en un afamado entrenador, y Kevin Rooney, quien acabaría de pulir el estilo de Tyson y le llevaría hasta el título mundial dieciséis meses después de la muerte de D'Amato.
En el documental Tyson (2008), este habla de D'Amato, refiriéndose a él como el hombre que cambió su vida, le dio confianza propia y fue la única figura paterna que tuvo.

### Legado
En 1993 la 14th Street Union Square Local Development Corporation (Corporación de desarrollo local de la calle 14 Union Square) llamó "Cus D'Amato Way" (vía Cus D'Amato) a la parte de la calle 14 donde se encontraba el antiguo gimnasio de D'Amato.
Desde 1995 es miembro del Salón de la Fama del Boxeo.